# Pherecardia
Genre
Synonymes
- Eucarunculata Malaquin & Dehorne, 1907[2] [3]
- Eucarunculatus (auct. lapsus)[2]
- Eucarunculatus (misspelling)[3]

Pherecardia est un genre d’annélides polychètes de la famille des Amphinomidae. Ils font partie des « vers de feu ». 

## Liste des espèces
Selon World Register of Marine Species (6 janvier 2019) :
- Pherecardia maculata Imajima, 2003
- Pherecardia parva Monro, 1924
- Pherecardia polylamellata Silva, 1960
- Pherecardia striata (Kinberg, 1857)

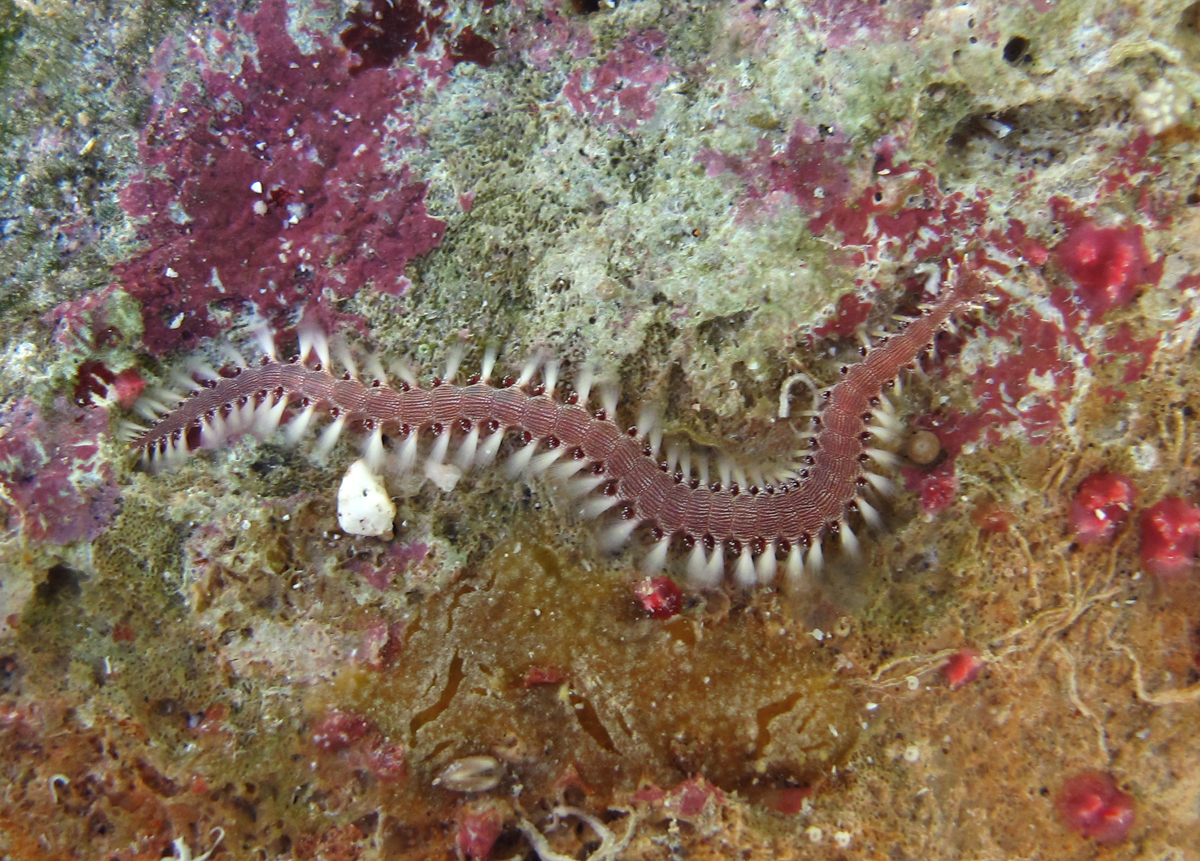
Pherecardia striata

## Publication originale
- Horst, 1886 : Contributions towards the knowledge of the Annelida polychaeta. Pt. 1.Amphinomidae. Notes Leyden Mus.Jentink., vol. 8, n. 1, pp. 157-174 (texte intégral) (en).